# Heippes
Heippes é uma comuna francesa na região administrativa de Grande Leste, no departamento de Meuse. Estende-se por uma área de 10,48 km². Em 2010 a comuna tinha 80 habitantes (densidade: 7,6 hab./km²).